# 天草市立本町小学校
天草市立本町小学校（あまくさしりつ ほんまちしょうがっこう）は熊本県天草市にある小学校。

## 沿革
- 1875年（明治8年）6月 - 下河内普門院を借りて下河内新休学校、本村引地に民家を借りて本村学校の2校を創設。
- 1878年（明治11年）2月 - 新休東向寺門前に校舎新築、福岡に新築移転
- 1886年（明治19年） - 2校合併し、校舎を本村字寺領庄司原に新築
- 1889年（明治22年）4月 - 本村尋常小学校と改称
- 1896年（明治29年）4月 - 鶴、平床、下河内に分教場設置
- 1905年（明治38年）4月1日 - 本村尋常高等小学校と改称
- 1908年（明治41年）4月15日 - 高等科廃止。本村尋常小学校と改称
- 1918年（大正7年）2月17日 - 本村農業公民学校併設
- 1920年（大正9年）4月1日 - 本村尋常高等小学校と改称
- 1923年（大正12年）4月1日 - 下河内、鶴分教場廃止
- 1926年（大正15年）7月1日 - 青年訓練所併設
- 1929年（昭和4年）4月1日 - 平床分教場廃止
- 1935年（昭和10年）6月1日 - 青年学校設置
- 1941年（昭和16年）4月1日 - 国民学校令により、本村国民学校と改称
- 1947年（昭和22年）4月1日 - 学制改革により、本村立本村小学校と改称
- 1948年（昭和23年）4月1日 - 宇土分教場設置
- 1952年（昭和27年）4月1日 - 平床分教場設置
- 1954年（昭和29年）4月1日 - 本渡市立本町小学校と改称
- 1983年（昭和58年）3月 - 宇土分校廃止
- 1986年（昭和61年）3月 - 平床分校廃止
- 2006年（平成18年）3月27日 - 天草市立本町小学校と改称

## 通学区域
2014年4月1日現在、通学区域は本町である。

## 進学先中学校
- 天草市立本渡中学校 - 全域

## 学校周辺
- 広瀬川